# Echidna nebulosa

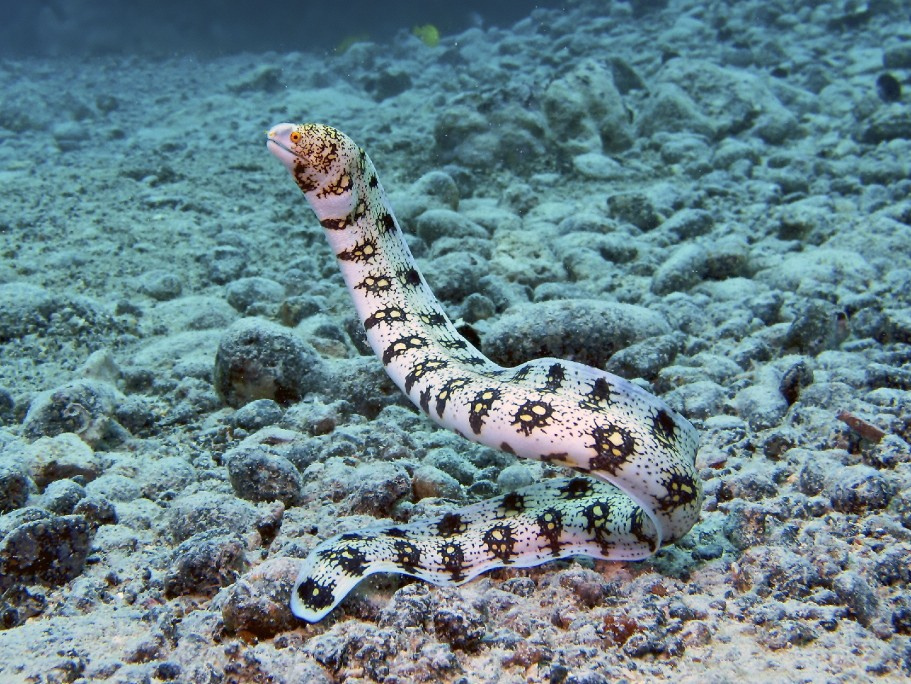
Vista íntegra.

Echidna nebulosa es una especie de pez de la familia de los morénidas en el orden de los Anguilliformes.

## Morfología
Los machos pueden llegar a alcanzar los 100 cm de longitud total.

## Distribución geográfica
Se encuentra desde el mar Rojo y el África Oriental hasta las islas de la Sociedad, el sur del Japón, Hawái y Micronesia. También desde el sur de la península de Baja California (México) hasta Costa Rica y el norte de Colombia y Venezuela y en el sureste asiático en el parque nacional de Tarutao entre Tailandia y Malasia.